# 아스플로
아스플로(Asflow Co. Ltd.)는 대한민국의 반도체 공정가스 부품소재 기업이다. 본사는 경기도 화성시 정남면 문학리 713-5에 위치해 있으며 대표이사는 강두홍이다.

## 상장
2021년 10월 7일에 주관사를 미래에셋증권으로 공모가 25,000원에 코스닥 시장에 상장하였다.

## 같이 보기
- 원익QnC

## 참고문헌
1. ↑  부품소재 전문기업 아스플로, 스마트팩토리 구축 위한 ‘MES 고도화 프로젝트’ 추진, 인더스트리뉴스, 2023.10.13
2. ↑  미라콤아이앤씨, 아스플로와 MES 고도화 프로젝트 추진, 헬로T, 2023.10.13
3. ↑  강두홍 아스플로 대표 “글로벌 탑티어들과 경쟁할 수 있는 회사로 발전시킬 것”, 머니투데이, 2022-07-19